# Vorwerk (hønserace)
 For alternative betydninger, se Vorwerk. (Se også artikler, som begynder med Vorwerk)
Vorwerk er en hønserace, der stammer fra Tyskland.
Hanen vejer 2,75-3 kg og hønen vejer 2-2,25 kg. De lægger svagt gullige æg à 55-61 gram. Racen findes også i dværgform. Deres hoved og hale er sorte og kroppen er mørk guldgul.